# حوزه‌های انتخابیه مجلس شورای اسلامی در استان گلستان

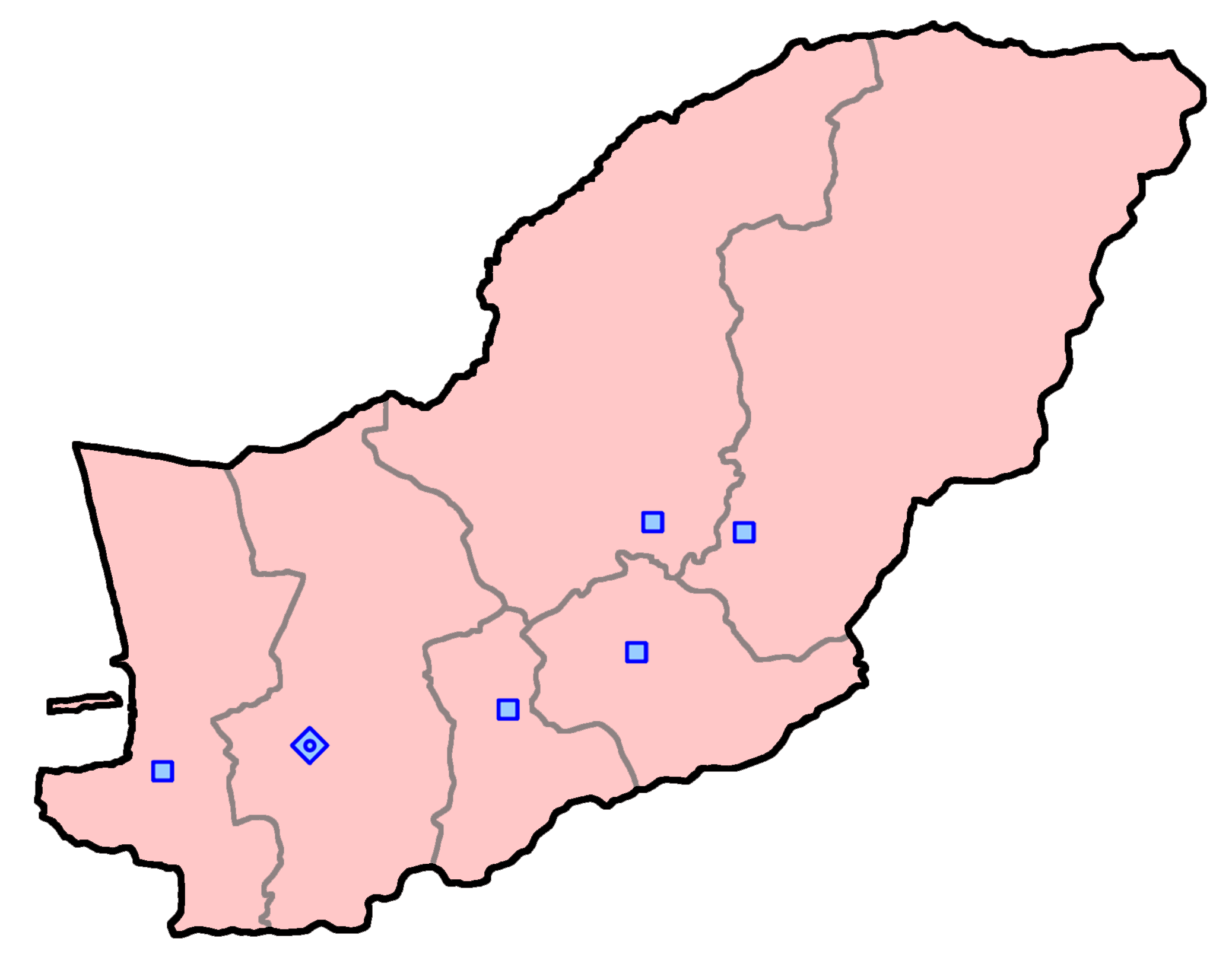
حوزه‌های انتخاباتی استان گلستان

استان  گلستان، ۶ حوزه برای انتخابات مجلس دارد که در مجموع ۷ نماینده را دربر می‌گیرد؛ و عبارتند از:
| مرکز       | حوزه                      | شهرستان‌ها  | بخش‌ها                                      | کرسی | نقشه | جمعیت  |
| ---------- | ------------------------- | ---------- | ------------------------------------------ | ---- | ---- | ------ |
| گرگان      | گرگان و آق قلا            | گرگان      | شهر گرگان، بخش مرکزی و بخش بهاران          | ۲    |      | ۶۱۳۲۷۴ |
| گرگان      | گرگان و آق قلا            | آق قلا     | شهر آق قلا، بخش مرکزی و بخش وشمگیر         | ۲    |      | ۶۱۳۲۷۴ |
| رامیان     | رامیان و آزادشهر          | رامیان     | شهر رامیان، بخش مرکزی و بخش فندرسک         | ۱    |      | ۱۸۳۰۱۳ |
| رامیان     | رامیان و آزادشهر          | آزادشهر    | شهر آزادشهر، بخش مرکزی و بخش چشمه ساران    | ۱    |      | ۱۸۳۰۱۳ |
| علی‌آباد    | علی‌آباد                   | علی‌آباد    | شهر علی‌آباد، بخش مرکزی و بخش کمالان        | ۱    |      | ۱۴۰۷۰۹ |
| کردکوی     | کردکوی، ترکمن و بندر گز   | کردکوی     | شهر کردکوی، بخش مرکزی                      | ۱    |      | ۱۹۷۳۷۸ |
| کردکوی     | کردکوی، ترکمن و بندر گز   | ترکمن      | شهر ترکمن، بخش مرکزی و بخش گمیشان          | ۱    |      | ۱۹۷۳۷۸ |
| کردکوی     | کردکوی، ترکمن و بندر گز   | بندر گز    | شهر بندر گز، بخش مرکزی و بخش نوکنده        | ۱    |      | ۱۹۷۳۷۸ |
| گنبد کاووس | گنبد کاووس                | گنبد کاووس | شهر گنبد کاووس، بخش مرکزی و بخش داشلی برون | ۱    |      | ۳۴۸۷۴۴ |
| مینودشت    | مینودشت، کلاله و مراوه‌تپه | مینودشت    | شهر مینودشت، بخش مرکزی و بخش گالیکش        | ۱    |      | ۳۱۶۹۲۸ |
| مینودشت    | مینودشت، کلاله و مراوه‌تپه | کلاله      | شهر کلاله، بخش مرکزی و بخش پیشکمر          | ۱    |      | ۳۱۶۹۲۸ |
| مینودشت    | مینودشت، کلاله و مراوه‌تپه | مراوه‌تپه   | شهر مراوه‌تپه، بخش مرکزی و بخش گلیداغ       | ۱    |      | ۳۱۶۹۲۸ |